# 31596 Ragavender
31596 Ragavender este un asteroid din centura principală de asteroizi.

## Descriere
31596 Ragavender este un asteroid din centura principală de asteroizi. A fost descoperit pe 20 martie 1999 la Socorro, New Mexico, în cadrul proiectului LINEAR. Asteroidul prezintă o orbită caracterizată de o semiaxă mare de 2,39 ua, o excentricitate de 0,13 și o înclinație de 1,8° în raport cu ecliptica.